# Cella trichora (Aquincum)
La Cella trichora désigne une chapelle funéraire paléochrétienne construite vers 360 apr. J.-C. dans l'ancien Aquincum, située dans le 3e arrondissement de Budapest.

## Description
Le nom latin cella trichora signifie une cellule en forme de trèfle à trois feuilles, un petit bâtiment à trois absides. Aujourd'hui, seules les fondations de l'antique Buda sont visibles et les murs de fondation des bâtiments romains construits autour. L'emplacement de l'autel de la chapelle n'est indiqué que par la restauration de préservation historique réalisée en 1964.
A l'époque romaine, plusieurs cella trichora furent construites en Hongrie : elles sont connues à Óbuda (Aquincum) et Pécs (Sopianae). La population romaine des premiers chrétiens était enterrée dans de telles chapelles. Les anciens bâtiments, construits sur les vestiges d'anciens bâtiments résidentiels, ont été fouillés en 1930.

## Galerie

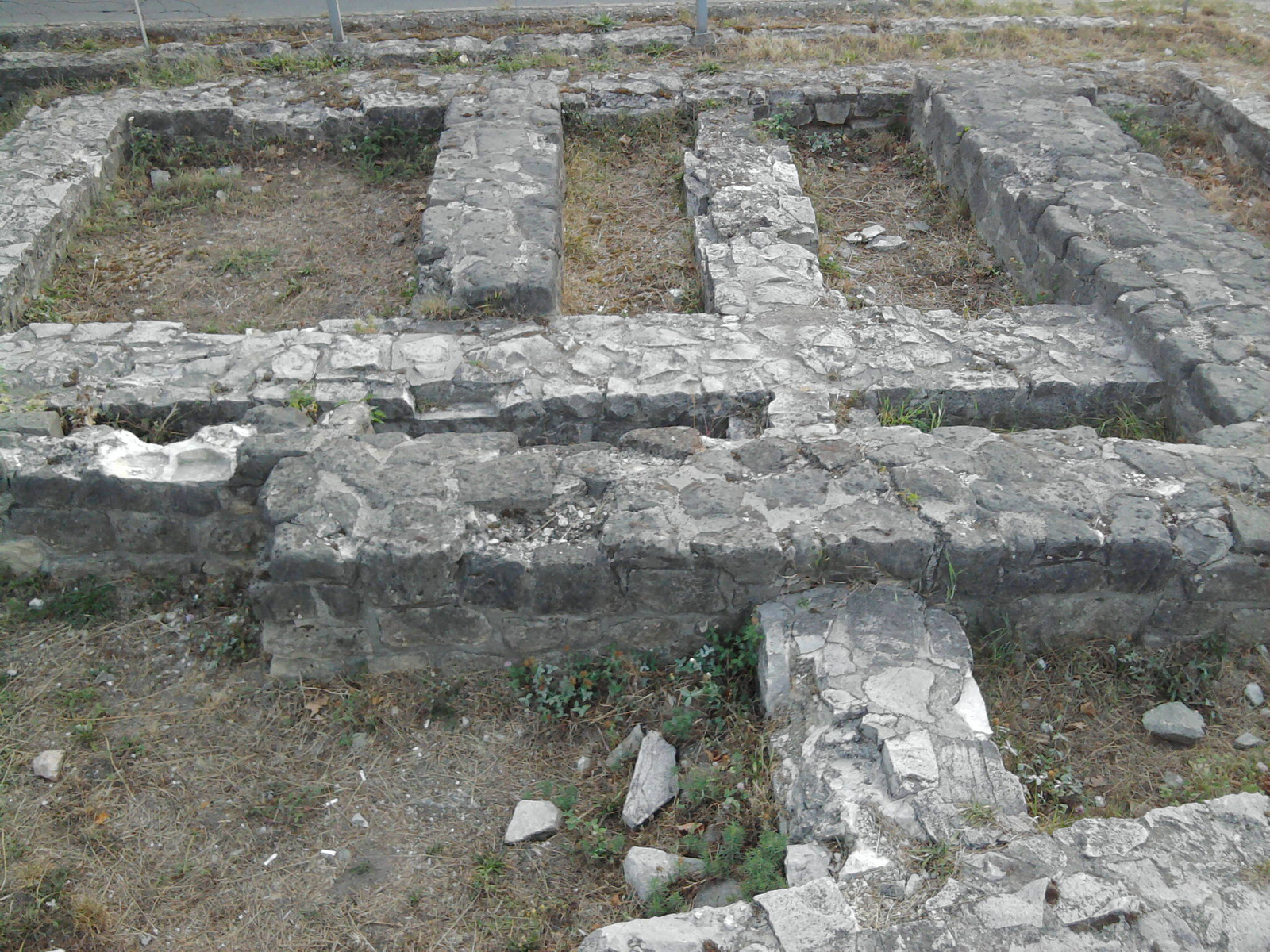
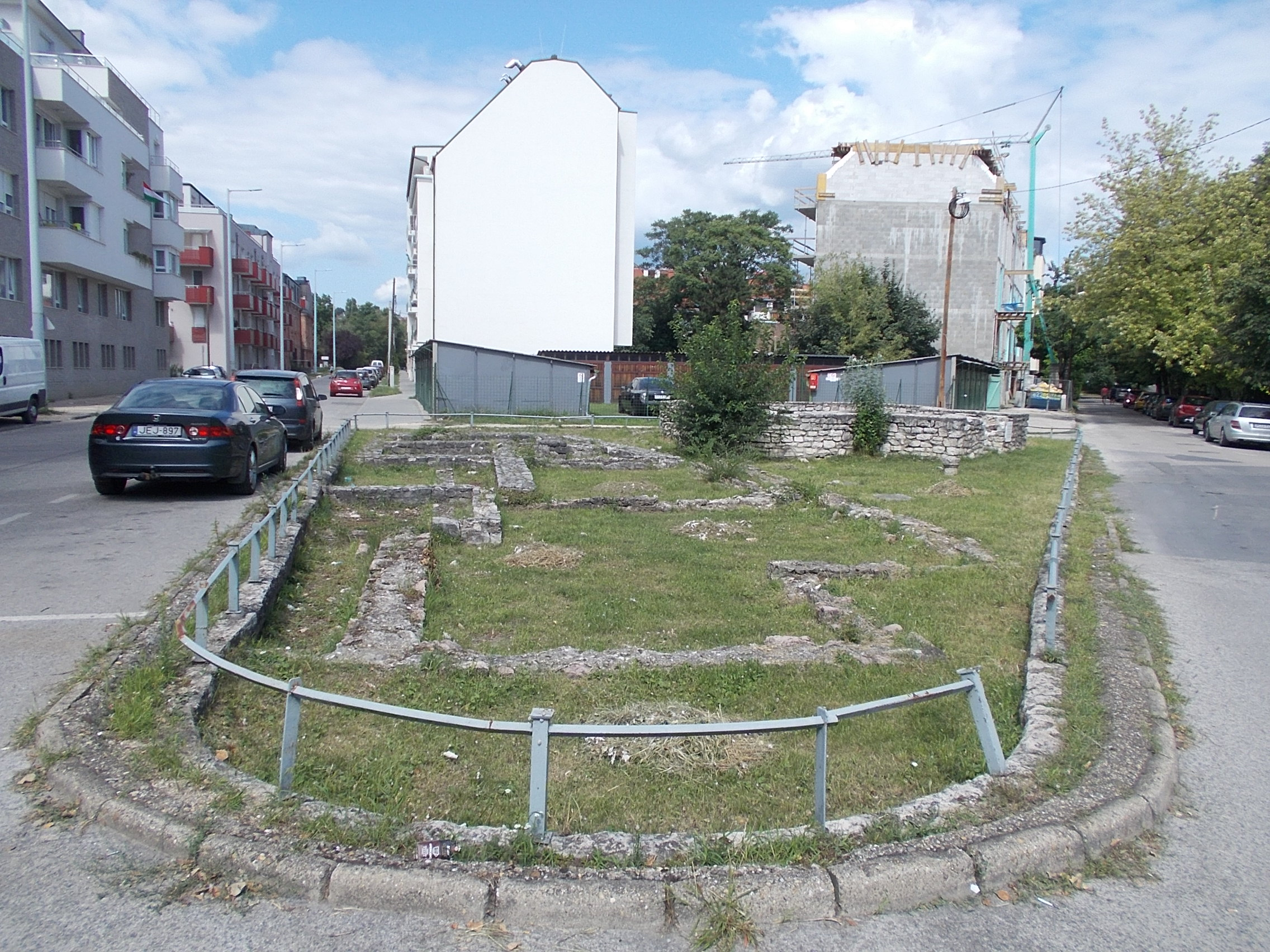
Cella trichora à Obuda

## Sources
1. ↑  Cella Trichora - Monument historique.

- Budapest lexikon I–II. Főszerk. Berza László. 2., bőv. kiad. Budapest: Akadémiai. 1993.  (ISBN 963-05-6409-2).